# Chedimanops eskovi
Espèce
Chedimanops eskovi est une espèce d'araignées aranéomorphes de la famille des Palpimanidae.

## Distribution
Cette espèce est endémique du Nord-Kivu au Congo-Kinshasa,. Elle se rencontre à Kikura vers 2 000 m d'altitude dans le Rwenzori.

## Description
Le mâle holotype mesure 3,15 mm et la femelle paratype 4,00 mm.

## Étymologie
Cette espèce est nommée en l'honneur de Kirill Eskov.

## Publication originale
- Zonstein & Marusik, 2017 : Descriptions of the two-eyed African spider genera Chedimanops gen. n. and Hybosidella gen. n. (Araneae, Palpimanidae, Chediminae). African Invertebrates, vol. 58, no 1, p. 23-47.